# Knitting Factory

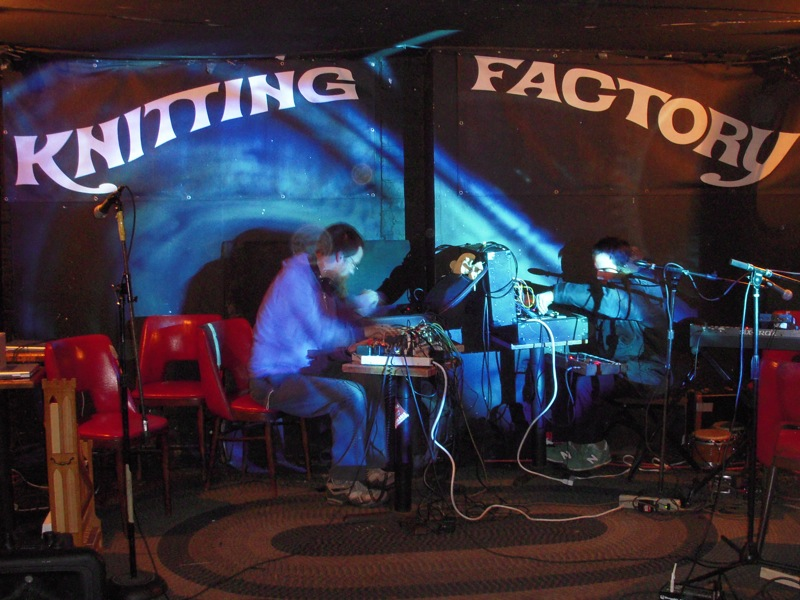
Knitting Factory

De Knitting Factory is een invloedrijk muziektheater en concertzaal in New York. In de jaren 2000 werden er tevens locaties geopend in Hollywood, Boise, en Spokane.

## Geschiedenis
De Knitting Factory werd eind jaren 70 opgericht in Manhattan door Michael Dorf en richtte zich op experimentele muziek in de breedste zin van het woord. Niet enkel modern klassieke muziek, maar ook avant-garde musici, free jazz, en veel muzikanten actief in de No Wave muziek traden er veel op en daarmee drukte de zaal samen met CBGB een invloedrijke stempel op de ontwikkeling van kunstzinnige georiënteerde muziek van de afgelopen 30 jaar. De programmering is zo breed mogelijk in die zin dat ze selecteren op talent en de exclusiviteit en niet zozeer op de populariteit van een artiest.
Oprichter Michael Dorf verliet de organisatie in de jaren negentig en ging zich richten op het organiseren van evenementen en festivals.
In Juli 2009 werd bekend dat de locatie in Los Angeles dichtgaat. In Oktober 2009 verhuisde de club in New York van Manhattan naar Brooklyn. Deze zaal is verdeeld in twee gedeelten, een bargedeelte en een concertzaal. Op beide plekken worden activiteiten geprogrammeerd.
Naast concertzaal heeft de organisatie tevens een onafhankelijk platenlabel. Dit label werkte ook in het verleden samen met Shimmy Disc, het label van Mark Kramer.